# Inkardynacja
Inkardynacja – przypisanie (przynależność) duchownego do konkretnej instytucji kościelnej, jak diecezji, zgromadzenia zakonnego, etc. 

## Inkardynacja w Kościele katolickim
Kodeks prawa kanonicznego wymaga, aby każdy duchowny posiadał przydział do służby w jednostce administracji kościelnej. Dzięki temu każdy duchowny ma własnego ordynariusza.

Każdy duchowny powinien być inkardynowany albo do jakiegoś Kościoła partykularnego lub do prałatury personalnej, albo do jakiegoś instytutu życia konsekrowanego lub do jakiegoś stowarzyszenia, które posiada tę zdolność, albo też do jakiegoś publicznego stowarzyszenia kleryckiego, które otrzymało taką zdolność od Stolicy Apostolskiej, tak że w żadnym przypadku nie może być duchownych nikomu niepodlegających, czyli tułaczy.

### Sposoby nabycia inkardynacji

#### Święcenia diakonatu
W Kościele katolickim przynależność do stanu duchownego oraz inkardynację otrzymuje się poprzez przyjęcie święceń diakonatu, więc każdy diakon i prezbiter podlega władzy zwierzchnika (biskupa lub wyższego przełożonego) kościoła partykularnego, prałatury personalnej, instytutu życia konsekrowanego lub innego stowarzyszenia, które ma zdolność inkardynacji.

#### Przez akt
Duchowny inkardynowany do danego Kościoła partykularnego może zmienić swoją przynależność, jeśli od swojego biskupa lub wyższego przełożonego uzyska akt ekskardynacji, a przełożony kościoła partykularnego, do którego duchowny chce przejść, wyda stosowny akt inkardynacji. Udzielona w ten sposób ekskardynacja osiąga skutek prawny dopiero w momencie wydania aktu inkardynacyjnego.

#### Z mocy samego prawa
Możliwość uzyskania inkardynacji mocą samego prawa wprowadził kodeks prawa kanonicznego z 1983 roku. Ten sposób inkardynacji jest określony w kan. 268 § 1. Duchowny posłany do posługi w innym kościele partykularnym po upływie pięciu lat uzyskuje inkardynację w kościele, do którego się przeniósł, jeśli wyrazi pisemnie taką wolę zarówno wobec biskupa goszczącego, jak i własnego. Jeśli po otrzymaniu pisma żaden z przełożonych w ciągu czterech miesięcy nie zgłosi sprzeciwu, inkardynacja dochodzi do skutku.